# Жандат
Жандат — посёлок в Уярском районе Красноярского края. Входит в составе Рощинского сельсовета.

## География
Посёлок находится в западной части района, на расстоянии примерно 24 км (по прямой) к северо-западу от города Уяр, административного центра района.

### Климат
Климат резко континентальный. Среднемесячная температура воздуха июля составляет +19 °C, а самого холодного месяца — января −16 °C. Средняя продолжительность безморозного периода — 120 дней, с температурой +10 °C — 114 дней, средняя дата последнего заморозка — весной 22 июня, первого, осенью — 20 сентября. Продолжительность безморозного периода 95-116 дней. Годовая сумма осадков составляет до 430—680 см, причём большая часть их выпадает в тёплый период года.

## Население
| 2010 |
| ---- |
| 86   |

### Национальный состав
Согласно результатам переписи 2002 года, в национальной структуре населения русские составляли 88 % из 137 чел.

## Инфраструктура
Около посёлка на берегу пруда находится база отдыха «Жандат» Красноярского электровагонремонтного завода.